# Morazán (cidade)
Morazán é uma cidade da Guatemala do departamento de El Progreso.
A cidade situa-se a 349.5m acima do nível médio das águas do mar e cobre uma área de 329 km ².

## Atalhos externos
- «site sobre a cidade de Morazán»